# Reuth bei Erbendorf
Reuth bei Erbendorf é um município da Alemanha, situado no distrito de Tirschenreuth, no estado da Baviera. Tem 16,91 km² de área, e sua população em 2019 foi estimada em 1.118 habitantes.